# Francisco Flores Lajusticia
Francisco Flores Lajusticia, conegut com a Paco Flores, (Barcelona, 26 de novembre de 1952) és un entrenador de futbol i exfutbolista català

## Trajectòria esportiva com a jugador
Com a jugador, a finals de la dècada dels anys 1970 arribà a jugar amb el RCD Espanyol 65 partits, marcant 13 gols.

## Trajectòria esportiva com a entrenador
- RCD Espanyol (futbol base): 1984-1994.
- Espanyol B: 1994-1996 i 1997-1999
- RCD Espanyol: 1996-1997 i 1999-2002
- Reial Saragossa: 2002-2004
- U.D. Almería: 2004-2006
- Gimnàstic de Tarragona: 2006-2007

La temporada 1996/97 tingué la seva primera experiència a la Primera divisió, en entrenar el primer equip de l'Espanyol des de la jornada 29 fins a final de temporada, agafant l'equip en zona de descens i aconseguint la permanència. Després d'aquella temporada, tornà al filial, fins que a la jornada 21 de la temporada 1999/2000 tornà a fer-se càrrec del primer equip fins al final de la temporada 2001/02.
La temporada 2002/03 fou entrenador del Reial Saragossa, a segona divisió, aconseguint l'ascens a Primera. Continuà al club, però només fins a la jornada 20 de la següent temporada, quan fou destituït pels mals resultats.
La temporada 2004/05 passà a ser entrenador de l'U.D. Almería des de mitja temporada, aconseguint la permanència a segona divisió. Continuà a l'equip fins a finals de la temporada següent, deixant-lo en una meritòria sisena posició, però sense aconseguir l'ascens, objectiu de la directiva del club.
La temporada 2006/07, fou fitxat com a entrenador del Gimnàstic de Tarragona després que a la jornada 12 es destituís a Luis César Sampedro pels mals resultats de l'equip. Tot i que el Nàstic oferí una millor imatge des del seu nomenament com a entrenador, no va poder mantenir l'equip a la primera divisió i deixà l'equip a final de temporada.